# Grünvioletter Täubling
Der Grünviolette Täubling  oder Violette Täubling (Russula violacea) ist eine Pilzart aus der Familie der Täublingsverwandten. Es handelt sich um einen recht kleinen, zerbrechlichen, grün-violetthütigen Täubling, der sich vor allem durch sein leicht grauendes Fleisch und die spitzstachligen Sporen von ähnlichen Arten aus der Untersektion Violaceinae unterscheidet.

## Merkmale

### Makroskopische Merkmale
Der Hut 4–6 cm breit, häufig spröde, aber für die Gruppe relativ festfleischig. Der Hut ist schnell niedergedrückt und hat einen welligen oder leicht gefurchten Rand. Gewöhnlich dominieren grüne und violette Farben, der Hut kann aber sehr variabel gefärbt sein, violett, lila mit olivenfarbener oder graugrünlicher Mitte oder ganz olivenfarben mit violetten Tönen am Rand. Auch Formen, die völlig rosa, lila oder purpurrot sind, kommen vor oder solche, die eine rot-violette oder rot-schwarze Mitte und einen roten und matten Rand haben. Die glänzende und feucht schmierige Huthaut ist bis zu 1/3 oder gar bis zur Hälfte abziehbar. Der Rand ist zumindest im Alter schwach gerieft.
Die erst weißlichen und dann cremefarbenen Lamellen gilben nur schwach und haben einen sehr scharfen Geschmack. Das Sporenpulver ist blass cremefarben.
Der bis zu 5 cm hohe und 0,5–1,2 cm breite, weiße Stiel ist spindelförmig bis keulig geformt und neigt im Alter zum Gilben.
Das anfangs feste und weiße Fleisch ist bald schon spröde und zerbrechlich und neigt bei Reife zu gilben. Es riecht deutlich nach zerriebenen Geranienblättern (Pelargonien) und schmeckt pikant, schärflich  oder scharf. Die Guajak-Reaktion ist normalerweise deutlich positiv. Das Fleisch verfärbt sich dabei ziemlich schnell blau. Die Ammoniakreaktion ist negativ.

### Mikroskopische Merkmale
Die breit elliptischen, fast kugeligen Sporen sind 7,5–8,25 µm lang, 6–7 µm breit und haben spitzstachlige, isoliert stehende Warzen, die 0,9–1 µm hoch und 0,6 µm breit sind. Sie sind mehr oder weniger zahlreich und unvollständig amyloid.
Der Apiculus ist 1,12–1,5 µm lang und 0,75–1 µm breit. Der Hilarfleck misst etwa 2,25–2,5 × 2 µm, er ist mehr oder weniger abgerundet, manchmal höckrig und deutlich amyloid. Die Basiden sind 35–45 µm lang und 8,5–12 µm breit. Die relativ zahlreichen Zystiden sind 50–70 (90) µm lang und 8–12 (15) µm breit. Sie sind oft spindel- bis knopfförmig und färben sich deutlich in Sulfovanillin an.
Huthaut hat fadenförmige oder schlanke Hyphen (3,5–4,5 µm), deren Enden verschmälert, zitzenförmig oder appendikuliert sind. Die Epicutis, die obere Huthautschicht, ist mit großen, keulenförmigen oder zylindrischen Pileozystiden durchsetzt, die (5) 7–12 (15) µm breit sind. Sie sind nicht oder 1–3-fach septiert und färben sich in Sulfovanillin grau an.

## Artabgrenzung
Sehr ähnlich und nur schwer unterscheidbar sind der Espen-Täubling und der Große Silberpappel-Täubling, der heute allerdings nur noch als Zwischenart oder Varietät angesehen wird.
- Der Espen-Täubling kommt mehr an feuchteren Standorten unter Espen und Weiden vor. Er hat Sporen mit ziemlich groben, kurzgratig verbundenen Warzen.
- Der Große Silberpappel-Täubling ist größer und derbhütiger und hat deutlich netzigere Sporen und breitere Hyphenendzellen.
- Ebenfalls ähnlich ist der Hohlstielige Täubling, der sich durch seine rosa oder rötliche Ammoniakreaktion und die negative Guajakreaktion unterscheidet und außerdem unter Nadelbäumen vorkommt.

Aus der Untersektion Atropurpurinae kann der sehr formenreiche Wechselfarbige Spei-Täubling sehr ähnlich aussehen. Er hat eher weißes Sporenpulver, gezähnte Lamellenschneiden und einen ziemlich typischen Bonbongeruch.
Aus der Sektion Tenelle sind besonders der Vielfarbige Täubling und eventuell die stärker violetthütigen und kleineren Formen des Violettbraunen Täublings recht ähnlich. Beide Arten schmecken mehr oder weniger mild.
- Beim Vielfarbigen Täubling können zumindest junge Exemplare einen schärflichen Geschmack haben. Die Sporen haben sehr niedrige Warzen, die in typischer Weise zickzackartig miteinander verbunden sind. Auch das Sporenpulver ist dunkler, mehr cremeocker gefärbt.
- Der Violettbraune Täubling ist normalerweise viel größer und hat mildes Fleisch. Unter der Lupe sind auf seiner Huthaut rostbraune Flecken erkennbar.[1][2]

## Ökologie
Wie alle Täublinge ist der Grünviolette Täubling ein Mykorrhizapilz, der mit verschiedenen Laubbäumen eine Symbiose eingehen kann. Dabei bevorzugt er vor allem verschiedene Pappelarten. Andere bekannte Mykorrhizapartner sind Birken, Rotbuchen, Eichen und Schwarzerlen.
Man findet die Grünvioletten Täublinge besonders in licht- und wärmebegünstigten Stieleichen- und Hainbuchen-Eichenwäldern, aber auch am Rande von Rotbuchenwäldern wie Hainsimsen-, Labkaut- und Waldgersten-Buchenwäldern, selten auch in Labkraut-Tannenwäldern (Galio rotundifolii-Abietenion). Häufiger findet man den Pilz in Pappelforsten und Parkanlagen sowie an Uferböschungen und Dämmen.
Der Täubling mag mäßig trockene bis feuchte, mehr oder weniger neutrale, mäßig nährstoffreiche, aber wenig N-belastete Böden, wie sandige oder lehmige bis tonige Pelosolen und Braun- und Parabraunerden.
Die Fruchtkörper erscheinen Ende Juni bis Anfang Oktober. Man findet den Täubling vom Tiefland bis ins untere Bergland.

## Verbreitung

Europäische Länder mit Fundnachweisen des Grünvioletten Täublings.
Legende:
Länder mit Fundmeldungen
Länder ohne Nachweise
keine Daten
außereuropäische Länder

Der Violettgrüne Täubling ist eine holarktische Art, die vorwiegend in der meridionalen und der temperaten Klimazone zu finden ist, also mediterranes bis gemäßigtes Klima bevorzugt. Die Art kommt in Nordasien (Kaukasus, Sibirien, Russland-Fernost, Mongolei), Nordafrika (Marokko, Algerien) und Europa vor.
In Deutschland ist die Art ziemlich selten. Auf der deutschen Roten Liste steht sie in der Gefährdungskategorie RL3.

## Systematik

### Infragenerische Systematik
Der Grünviolette Täubling ist nach M. Bon die Typart der Sektion Violaceinae. Die Sektion enthält scharf schmeckende, ziemlich zerbrechliche, kleine Arten, die meist ein cremefarbenes Sporenpulver und oft einen sehr charakteristischen Geruch haben.

### Formen und Varietäten
- Russula violacea var. atrotubera
- Russula violacea var. viridis
- Russula violacea f. cremeolilacinoides
- Russula violacea var. carneolilacina Bres.

Die Fruchtkörper erscheinen im Sommer am Waldrand im Gras oder auf Bergwaldwiesen. Die Form tritt kaum zusammen mit dem Typ auf. Vorkommen: in Europa in Norditalien (Trient)

## Bedeutung
Wie alle Täublinge aus der Sektion Violaceinae ist der Grünviolette Täubling ungenießbar oder schwach giftig.